# Годед, Мануэль
Мануэль Годед Льопис (исп. Manuel Goded Llopis; 15 октября 1882, Сан-Хуан де Пуэрто-Рико — 12 августа 1936, Барселона) — испанский военачальник, генерал.

## Военная служба
Окончил пехотное училище в Толедо, Высшую военную школу. С 1913 — офицер Генерального штаба. С 1920 — майор. В 1924—1927 он отличился в боевых действиях в Марокко, в 1924 награждён личной Военной медалью. Участвовал в высадке испанских войск в заливе Алусемас в 1925, которая стала решающим фактором в победе испанцев над марокканскими племенами. Был начальником штаба у генерала Хосе Санхурхо. В 1926 произведён в бригадные генералы, а уже в следующем году стал дивизионным генералом. Вначале поддерживал диктатуру генерала Мигеля Примо де Риверы, но затем стал её противником, в связи с чем был отдан под суд и уволен в резерв.
После отставки генерала Примо де Риверы Годед вернулся на действительную службу: в 1930 он стал заместителем военного министра. Провозглашение Испании республикой в 1931 привело к его назначению на высокий пост начальника Генерального штаба. В августе 1932 он принял участие в военном выступлении во главе с генералом Санхурхо («санхурхаде»), после неудачи которого вновь был отстранён от активной деятельности. В 1934 Годед сотрудничал с генералом Франсиско Франко при подавлении восстания рабочих в Астурии. В 1935 он был назначен командующим войсками на Балеарских островах, а вскоре правоцентристское правительство (военным министром в нём был Хосе Мария Хиль-Роблес) продвинуло его на должности генерального директора аэронавтики и 3-й инспекции армии.

## Противник Народного фронта
В начале 1936 был участником военного заговора против правительства республики, направленного на предотвращение прихода к власти левого Народного фронта. В связи с этим был вновь переведён на должность командующего войсками на Балеарах, что означало почётную ссылку. Почти сразу же включился в новый заговор, результатом которого стало выступление военных в июле 1936, начавшее гражданскую войну. 19 июля он возглавил выступление на Балеарских островах, которое привело к тому, что восставшие установили контроль над островами Майорка и Ивиса. Затем вылетел на гидроплане в Барселону, где возглавил попытку занятия и этого города, в котором позиции республиканцев были особенно сильны. 20 июля войска под командованием смелого и решительного (по определению российского историка С. Ю. Данилова) генерала Годеда взяли под контроль центр Барселоны, однако для захвата большого города у него не хватило сил. На стороне республики здесь выступили как анархо-синдикалисты и активисты других левых организаций, так и Гражданская гвардия.
В результате войска Годеда были оттеснены в казармы Атаранасас и Маэстранса, где блокированы. В ночь с 20 на 21 июля республиканцы взяли казармы штурмом. Таким образом, военное выступление в Барселоне потерпело неудачу, и генерал Годед был арестован.
После поражения восстания был вынужден выступить по радио с весьма сдержанным заявлением, в котором призвал своих коллег по заговору прекратить военные действия. Он заявил: Я не достиг успеха. Те, кто намерен продолжать борьбу, не должны более рассчитывать на меня. Существует мнение, что выступление Годеда было предупреждением для групп восставших, которые направлялись в Барселону, чтобы те отказались от данных планов.

## Суд и расстрел
Находился в заключении на корабле «Уругвай», превращённом в тюрьму. Был предан суду и приговорён к расстрелу. По словам историка Хью Томаса, Годед и генерал Фернандес Буррьель (также приговоренный к смерти) во время процесса держались с бесстрастным достоинством. 12 августа генерал Годед был расстрелян в замке Монтжуик.